# Gustave Kervern

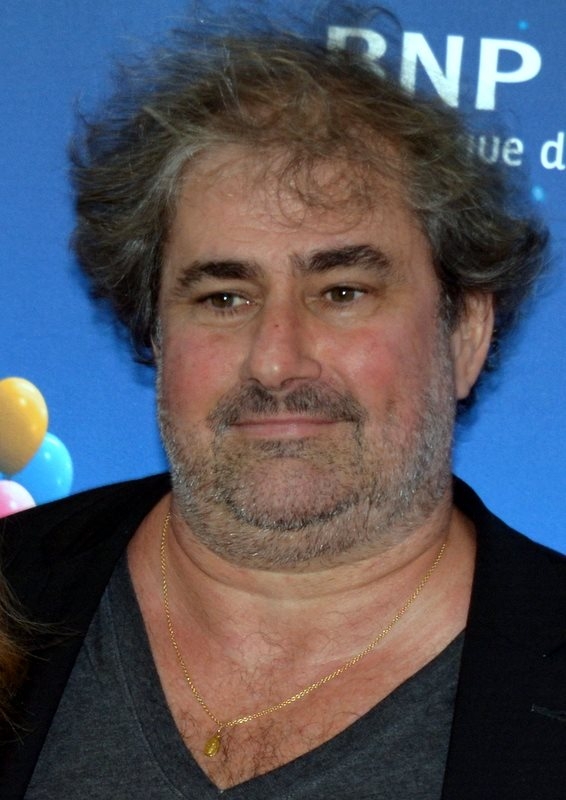
Gustave Kervern (2014)

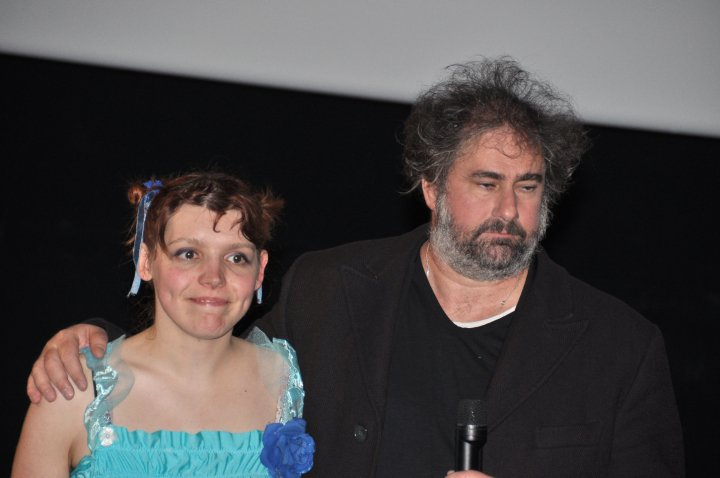
Miss Ming und Gustave de Kervern auf der Premiere des Films Mammuth

Gustave Kervern (* 27. August 1962 in Mauritius, damals Vereinigtes Königreich) ist ein französischer Autor, Regisseur und Schauspieler. Bekanntheit erlangte er auch über Frankreich hinaus durch Filmkomödien wie Louise hires a Contract Killer und Mammuth.

## Leben
Kervern begann seine Karriere im Jahr 1991 als Kolumnist beim französischen Fernsehsender Canal+ und 1995 bei TF1.
Seine Bekanntheit geht vor allem auf seine Darstellung eines alkoholisierten Journalisten im fiktiven Land Groland zurück, die in verschiedenen Programmen von Canal+ gezeigt wurde. Dabei traf er auf Benoît Delépine, mit dem er an unterschiedlichen Filmen als Autor, Regisseur und Schauspieler wirkte.
Im Jahr 2004 setzten beide ein gemeinsames Drehbuch als Regisseure und Schauspieler in der Komödie Aaltra um. 2006 folgte der in Schwarz-Weiß gedrehte Film Avida, welcher in Cannes 2006 außer Konkurrenz aufgeführt wurde.
Weitere Filme, die er mit Delépine drehte, waren 2008 Louise hires a Contract Killer, 2010 Mammuth mit Gérard Depardieu in der Hauptrolle und Le grand soir, der 2012 beim Filmfestival in Cannes Premiere feierte und dort in der Kategorie Un Certain Regard mit dem Spezialpreis der Jury ausgezeichnet wurde.
2020 erhielten beide für die Komödie Effacer l’historique eine Einladung in den Wettbewerb der 70. Internationalen Filmfestspiele Berlin.

## Filmografie
- 2004: Aaltra (Drehbuch, Regie und Rolle)
- 2006: Avida (Drehbuch, Regie und Rolle)
- 2008: Louise Hires a Contract Killer (Louise-Michel) (Drehbuch, Regie und Rolle)
- 2010: Mammuth (Drehbuch, Regie und Rolle)
- 2010: Ya Basta! (Drehbuch, Regie und Rolle)
- 2012: Der Tag wird kommen (Le grand soir) (Drehbuch und Regie)
- 2012: Holidays by the Sea (Ni à vendre ni à louer)
- 2014: Der Hof zur Welt (Dans la cour)
- 2016: Die Frau aus Brest (La fille de Brest)
- 2017: Monsieur Pierre geht online (Un profil pour deux)
- 2019: Parfum des Lebens (Les parfums)
- 2020: Effacer l’historique (Drehbuch und Regie)
- 2020: Aus der Spur (Dérapages, Fernsehsechsteiler)
- 2023: Rosalie
- 2024: Ich lasse mir nichts mehr gefallen (Je ne me laisserai plus faire) (Drehbuch und Regie)